# Tkanka chrzęstna sprężysta

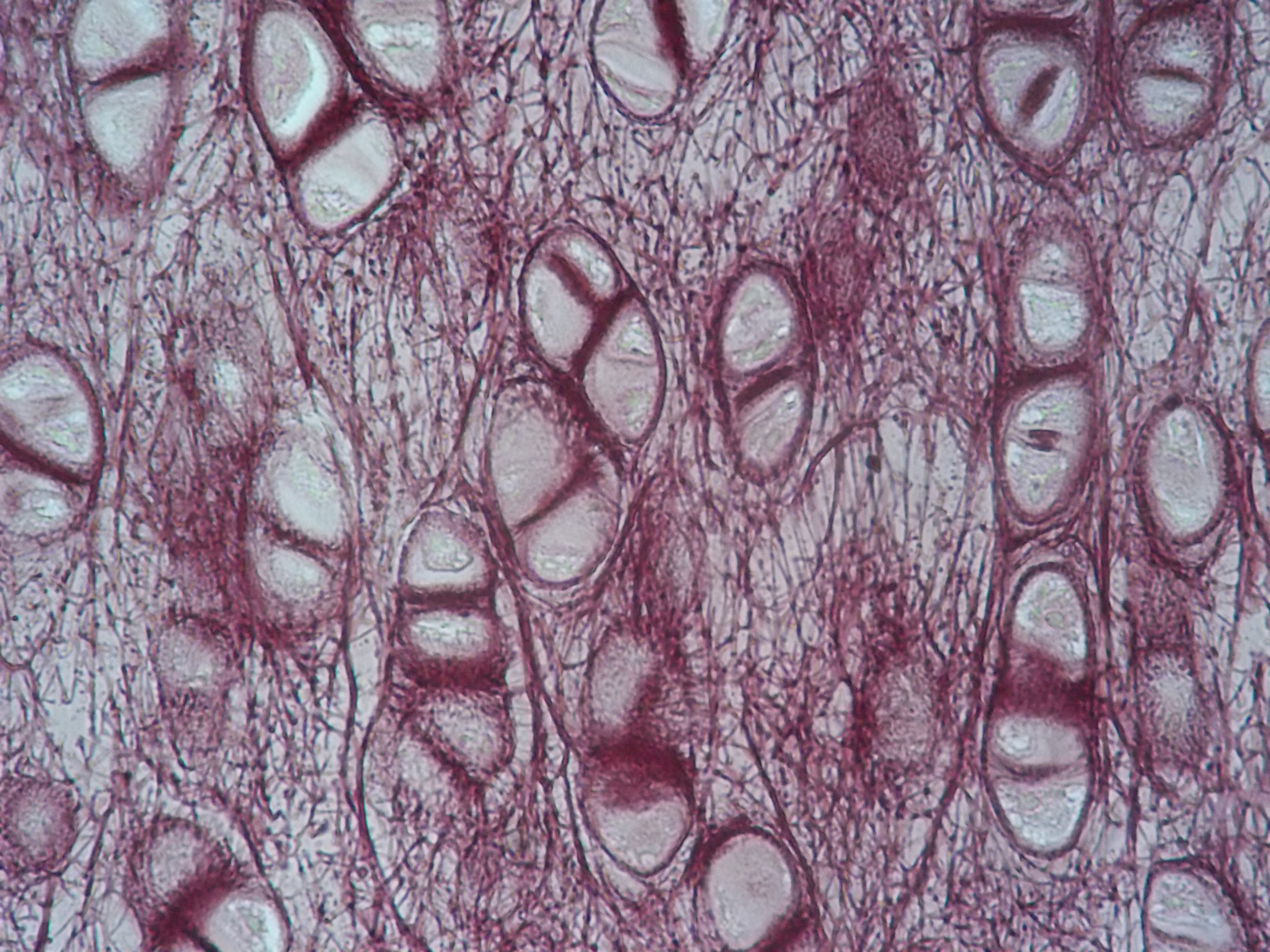
Tkanka chrzęstna sprężysta

Tkanka chrzęstna sprężysta − rodzaj tkanki łącznej chrzęstnej, zawierający liczne włókna elastyczne. Składa się z chondrocytów, które leżą w jamkach chrzęstnych oraz istoty międzykomórkowej, która jest podobna do istoty tkanki chrzęstnej szklistej. Tworzy małżowinę uszną, krtań, nagłośnię oraz ścianę zewnętrznego przewodu słuchowego i trąbkę słuchową. W istocie podstawowej zanurzona jest bardzo delikatna siateczka włókien elastycznych przebiegających we wszystkich kierunkach. Chrząstki sprężyste nie ulegają mineralizacji.